# 吉永龍司
吉永 龍司（よしなが りゅうじ、1984年4月29日 - ）は、長崎文化放送のアナウンサー。元山梨放送所属。

## 来歴・人物
福岡県生まれ、東京都育ち。東京都立戸山高等学校、慶應義塾大学卒業。
会社員を経て、2013年山梨放送に入社。同期入社は井出アトム（現：報道部記者）、土谷映未（現：セント・フォース所属）、奥山れもん（後に山陰中央テレビに所属）。
2017年12月31日をもって山梨放送を退社。2018年2月長崎文化放送に入社。
高校時代はバレーボール部に所属。
アナウンススクールは東京アナウンスセミナー出身。

## 出演番組

### 長崎文化放送時代
現在
- NCCスーパーJチャンネル長崎
- nccニュース

過去
- スポ魂★ながさき
- シリタカ! 【中継で長崎の情報を伝える。】[5]

### 山梨放送時代

#### テレビ
- ててて!TV（木曜日担当） - 中継リポーター
- VENTめし! - ナレーション
- Jリーグヴァンフォーレ甲府ホームゲーム中継
- 24時間テレビ 愛は地球を救う38（2015年） - 山梨放送メインパーソナリティ（三浦実夏と担当）[6]
- 24時間テレビ 愛は地球を救う39（2016年） - 山梨放送メインパーソナリティ（三浦実夏と担当）[7]
- 24時間テレビ 愛は地球を救う40（2017年） - 山梨放送メインパーソナリティ（加藤響子と担当）[8]
- 今夜くらべてみました （2016年7月19日）- 実況
- YBSニュース

#### ラジオ
- ラララ♪モーニング（金曜日担当）
- YGU山梨学院大学ラジオセミナー
- YBSラジオニュース